# 陳嗣諶
陳嗣諶，贵州黎平人，清朝政治人物、同進士出身。
雍正八年（1730年）庚戌科進士，三甲一百九十四名，官四川平山縣知縣。